# Clásico capitalino (Paraguay)
El clásico capitalino es una denominación poco usual que se le ha asignado a una vieja rivalidad que tiene como protagonistas a los equipos más laureados de la Primera división del fútbol paraguayo, excluyendo a los animadores del superclásico, el Club Guaraní y el Club Libertad, los mismos sostienen una fuerte pica que se ha incrementado en el transcurso del tiempo.
Por años han mantenido una pugna por el título honorífico del "tercer grande" del fútbol paraguayo, discusión que ha perdido fuerza, esto a raíz de la enorme cosecha de éxitos del Gumarelo que en el siglo XXI ha conquistado un total de 21 títulos oficiales, mientras tanto el Cacique solo levantó 3 trofeos de campeón. Los de Guaraní en cambio se jactan de no haber caído jamás a la Segunda división, situación que lo sufrió Libertad a finales de 1998, cuando se despidió en un partidazo que perdió 4 a 3 ante su rival.

## Historia

### Inicios
Un 30 de julio de 1905, en una casona de las afueras de Asunción, en ese entonces, quince jóvenes fundaron una Asociación Atlética de ejercicios físicos que poco tiempo después se convirtió en Libertad Football Club. Con el paso de los años se oficializa el nombre de Club Libertad.
La inmigración italiana era profusa en los primeros años del siglo 20. La comunidad italiana tuvo una marcada influencia entre los liberteños. Hay varias versiones con respecto a esta historia. Pero en general se acepta que en donde ahora está ubicado el estadio del club Libertad, era una huerta de italianos. Principalmente cultivaban repollos, por el tipo de suelo que favorecía a esta hortaliza, por este motivo, a los hinchas se los conoce como “repolleros”.
El Club Guaraní fue establecido el 12 de octubre de 1903 en la residencia de los Patri, ubicada en la intersección de las calles Alberdi, El Paraguayo Independiente y Benjamín Constant, actualmente ocupada por el Correo Central.
La fundación del club tuvo sus raíces en un incidente que ocurrió entre los meses de julio y agosto de 1903 en la cancha del Club Olimpia. Varios jóvenes socios de Olimpia solicitaron el uso de la pelota para realizar una práctica, pero el capataz se negó. Ante esta negativa, los jóvenes tomaron la pelota a la fuerza y comenzaron su práctica. Posteriormente, se les informó que la policía estaba en camino para arrestarlos por orden de William Paats, profesor de cultura física de la Policía y miembro de la Comisión Directiva de Olimpia. Los jóvenes huyeron hacia la casa de los Patri, donde se encontraron con el General Caballero. Este intervino, pidiendo a la policía que no arrestara a los jóvenes, y así concluyó el incidente. En la casa de los Patri, estos jóvenes decidieron fundar otro club que permitiera la participación libre de todos los amantes del fútbol.

### Enfrentamientos
La primera puja. Hasta el final de la primera rueda del campeonato de 1921 ganado por el Aurinegro, hubo un duro mano a mano entre Libertad y Guaraní. Ambos conjuntos concluyeron la primera mitad de ese torneo con 11 puntos. Sin embargo, en la siguiente mitad el Albinegro se “desinfló” permitiendo que el Legendario se apoderase de la punta hasta el final para obtener su tercera estrella.
Desempate por el vice. El torneo de 1944 fue ganado por Cerro Porteño, acumulando 27 puntos. En la segunda posición quedaron igualados Libertad y Guaraní, con 23 unidades. El partido definitorio por el vicecampeonato fue ganado por el Repollero, 5-2, para quedar como escolta del Ciclón.
Dos años en blanco. En dos campeonatos no se vivió la emoción del gol entre Guaraní y Libertad. La primera fue en 1968, cuando los tres cotejos concluyeron en blanco. Todos los partidos se jugaron en el entonces “Estadio de la Liga”. La segunda racha de infertilidad goleadora se produjo en el campeonato de 1991, con dos compromisos. El primer cotejo se escenificó en Dos Bocas y la revancha en Tuyucuá.
Doble frustración. En 1973 Libertad, Guaraní y Olimpia se vieron envueltos en un triangular clasificatorio para acompañar a Cerro Porteño a la Copa Libertadores. El cotejo entre gumarelos y aurinegros concluyó empatado, 2-2, pero fue el Decano el que se adjudicó el torneo y con derecho a ir junto a los azulgranas a la Copa del 74.
“Guma” al descenso. En 1998 se produjo el partido de mayor controversia entre liberteños y aborígenes. El domingo 4 de octubre se cumplía la última fecha del torneo Clausura. Libertad estaba con la “soga al cuello”, teniendo en cuenta que no dependía de sus propias fuerzas para salvarse de bajar a la Intermedia. Además de vencer a Guaraní, Presidente Hayes otro de los implicados en la zona baja, debía perder ante Luqueño. No se produjeron ninguno de los dos resultados anhelados por los liberteños. Hayes empató 1-1 ante el Auriazul y Libertad cayó 3-4 ante Guaraní, en su propio escenario. El equipo de Tuyucuá fue a parar a la Intermedia.
Sigue racha aborigen. En la vuelta de Libertad al círculo privilegiado, en el 2001, de nuevo tuvo un traspié ante el Indio. Ambos equipos se enfrentaron en la semifinal del Clausura, ganando la serie Guaraní. El primer compromiso terminó 1-1 y en la revancha triunfó el aurinegro, 3-0, con tantos de Pablo Giménez, en dos ocasiones y Osvaldo Díaz.
Hegemonía liberteña. La última década fue de pleno dominio Albinegro ante el Legendario. La semifinal del Apertura 2002 fue ganada por Libertad al empatar el partido de ida, 1-1 y vencer en la revancha por 4-1 (goles de Gustavo Morínigo, en dos oportunidades, Estanislao Struway y Édgar Robles. Libertad se adjudicó el título absoluto de esa temporada. Al año siguiente los dos conjuntos definieron el torneo Apertura del 2003. La primera final empataron, 0-0 y en el cotejo de revancha ganó el Repollero por 1-0, con anotación de Gustavo Morínigo. Ese año el equipo de Tuyucuá logró el bicampeonato absoluto.
En el 2005, Libertad y Guaraní jugaron por el segundo lugar de la temporada y la serie fue ganada por el Repollero. En el de ida ganó el Legendario 2-1 y en el partido de vuelta venció el Albinegro, 4-1. En la definición desde los 11 metros ganó el Gumarelo, 5 a 3.
Dos mano a mano. En el último lustro se produjeron dos mano a mano emocionantes entre Libertad y Guaraní y ambos fueron definidos en la última ronda y a favor de los liberteños. En el Clausura del 2008 Libertad sumó 44 puntos y Guaraní 43. En la fecha definitoria Libertad goleó 4-1 a Sol de América y a Guaraní no le alcanzó el éxito, 2-0, ante 12 de Octubre. En el Clausura del año pasado, también llegaron a la 22ª y última jornada, con un punto de ventaja para el Albinegro. No falló el equipo de Tuyucuá venciendo a Luqueño, 2-0, para alcanzar su 16ª estrella. Guaraní cayó, 1-0, ante Rubio Ñu y quedó en el tercer puesto.
En la Copa Paraguay 2019. los dos mejores equipos del certamen decidieron al campeón en un solo partido. Al término del tiempo reglamentario, se coronó campeón de esta edición del certamen, el Club Libertad. Cabe destacar también, que este fue el primer partido en la historia del fútbol paraguayo en el cual se hizo uso del VAR.

## Estadísticas
Datos actualizados al 19 de abril del 2025.
| Torneo                                  | Partidos | Victorias de Guaraní | Empates | Victorias de Libertad | Goles a favor de Guaraní | Goles a favor de Libertad |
| --------------------------------------- | -------- | -------------------- | ------- | --------------------- | ------------------------ | ------------------------- |
| Primera División de Paraguay            | 293      | 87                   | 97      | 109                   | 393                      | 431                       |
| Copa Libertadores de América            | 2        | 1                    | 1       | 0                     | 3                        | 1                         |
| Copa Sudamericana                       | 2        | 1                    | 0       | 1                     | 1                        | 1                         |
| Pre-Libertadores                        | 3        | 1                    | 1       | 1                     | 5                        | 7                         |
| Copa Paraguay                           | 2        | 0                    | 1       | 1                     | 0                        | 3                         |
| Total de partidos oficiales (1906-2025) | 302      | 90                   | 100     | 112                   | 405                      | 443                       |

Estadísticas discriminadas por siglo
Siglo XX (1906-1998)
Datos desde el 26 de junio de 1906 hasta el 4 de octubre de 1998
| Torneo                                  | Partidos | Victorias de Guaraní | Empates | Victorias de Libertad | Goles a favor de Guaraní | Goles a favor de Libertad |
| --------------------------------------- | -------- | -------------------- | ------- | --------------------- | ------------------------ | ------------------------- |
| Primera División de Paraguay            | 193      | 64                   | 68      | 61                    | 292                      | 279                       |
| Copa Libertadores de América            | 2        | 1                    | 1       | 0                     | 3                        | 1                         |
| Total de partidos oficiales (1906-1998) | 195      | 65                   | 69      | 61                    | 295                      | 280                       |

Siglo XXI (2001-2024)
Datos actualizados desde el 04 de marzo de 2001 al 19 de abril de 2025.
| Torneo                                  | Partidos | Victorias de Guaraní | Empates | Victorias de Libertad | Goles a favor de Guaraní | Goles a favor de Libertad |
| --------------------------------------- | -------- | -------------------- | ------- | --------------------- | ------------------------ | ------------------------- |
| Primera División de Paraguay            | 100      | 23                   | 29      | 48                    | 104                      | 152                       |
| Copa Sudamericana                       | 2        | 1                    | 0       | 1                     | 1                        | 1                         |
| Pre-Libertadores                        | 3        | 1                    | 1       | 1                     | 5                        | 7                         |
| Copa Paraguay                           | 2        | 0                    | 1       | 1                     | 0                        | 3                         |
| Total de partidos oficiales (2001-2025) | 107      | 25                   | 31      | 51                    | 110                      | 163                       |

## Palmarés
A continuación se expone una tabla comparativa de competiciones oficiales ganadas por ambos clubes. Existe una controversia sobre el carácter oficial de la Plaqueta Millington Drake.
| Competición                | Títulos de Guaraní | Títulos de Libertad |
| -------------------------- | ------------------ | ------------------- |
| Primera División           | 11                 | 25                  |
| Copa Paraguay              | 1                  | 3                   |
| Plaqueta Millington Drake  | 0                  | 1                   |
| Supercopa Paraguay         | 0                  | 2                   |
| Total de títulos oficiales | 12                 | 31                  |

Datos actualizados a la obtención del último título por parte de alguno de los equipos en fecha 6 de diciembre del 2024.

## Títulos por década en Primera División
En este cuadro se compara la cantidad de campeonatos de Primera División que han ganado ambos equipos en cada década a lo largo de la historia. Es notoria la paridad y escasez de títulos que han tenido los dos clubes durante el siglo XX, la situación no varió mucho para Guaraní al inicio del siglo XXI, pero sí cambió categóricamente para el Club Libertad.
| Décadas   |   |   |
| --------- | - | - |
| 1906-1910 | 2 | 1 |
| 1911-1920 | 0 | 2 |
| 1921-1930 | 2 | 1 |
| 1931-1940 | 0 | 0 |
| 1941-1950 | 1 | 2 |
| 1951-1960 | 0 | 1 |
| 1961-1970 | 3 | 0 |
| 1971-1980 | 0 | 1 |
| 1981-1990 | 1 | 0 |
| 1991-2000 | 0 | 0 |
| 2001-2010 | 1 | 7 |
| 2011-2020 | 1 | 5 |
| 2021-Act. | 0 | 5 |

Son 13 décadas en total contando con la actual
En 4 décadas ganó más campeonatos Guaraní
En 7 décadas ganó más campeonatos Libertad
En 2 décadas ninguno fue campeón

## Últimos duelos de eliminación directa
Torneo Clausura 2001 - Semifinales - Ganó Guaraní
Libertad 1-1 Guaraní
Guaraní 3-0 Libertad

Torneo Apertura 2002 - Semifinales - Ganó Libertad
Guaraní 1-1 Libertad
Libertad 4-1 Guaraní
Torneo Apertura 2003 - Final - Ganó Libertad
Guaraní 0-0 Libertad
Libertad 1-0 Guaraní

Copa Sudamericana 2003 - Ronda Preliminar - Ganó Libertad
Guaraní 0-1 Libertad
Libertad (4) 0-1 (2) Guaraní

Pre-Libertadores 2006 - Ganó Libertad
Guaraní 2-1 Libertad
Libertad 4-1 Guaraní
Copa Paraguay 2019 - Final - Ganó Libertad
Libertad 3-0 Guaraní

Torneo Clausura 2020 - Cuartos de Final - Ganó Guaraní
Libertad 1-3 Guaraní

Copa Paraguay 2022 - Cuartos de final - Ganó Guaraní
Libertad (4) 0-0 (5) Guaraní